# María Maroto
María Maroto Conesa (Madrid, 15 de agosto de 1878-Murcia, 15 de agosto de 1966) fue una pedagoga y maestra española que defendió la educación femenina en su época. Es reconocida por su labor pedagógica y el esfuerzo dedicado a la enseñanza.

## Trayectoria
Maroto nació en una familia de impresores en Madrid. En 1895, con 17 años, comenzó sus estudios en la Escuela Normal de Maestras que finalizó en 1899, con 20 años. Su primer destino fue Segovia, como profesora provisional en la Escuela Normal de Maestras, en donde estuvo hasta 1903, impartiendo clases de ciencias. Ese mismo año aprobó la oposición de Maestra superior y se incorporó a su plaza de regente de la Escuela Graduada aneja a la Escuela Normal de Murcia, teniendo voz y voto en igualdad de condiciones.
El 6 de junio de 1907, la Gaceta de Madrid en su número 157 publicó el nombre de María Maroto y Conesa en el listado de las opositoras a Escuelas y Auxiliares vacantes dotadas con "2.000 y más pesetas" anunciadas en el mismo medio el 2 de febrero de 1907. En 1932, ejerció como profesora en el recién creado Centro de Estudios Pedagógicos impartiendo clase de las asignaturas de metodología y organización escolar en los cursos que se organizaron.
Durante la Segunda República, Maroto participó en las Misiones Pedagógicas efectuadas en diversos pueblos de la Región de Murcia. Fue regente de la Escuela Aneja durante 45 años hasta su jubilación. También de la Cantina escolar y de la Colonia de Verano en San Pedro del Pinatar en 1935. Colaboró con el Instituto Provincial de Higiene y participó en actividades culturales fuera del ámbito escolar, y en obras sociales destinadas a colectivos de huérfanos. Al final de este periodo, durante la Guerra civil, fue cesada como directora del Magisterio murciano y sufrió la depuración franquista. En 1941, una vez que se resolvió su expediente de depuración, fue confirmada de nuevo como Directora de la Aneja hasta el 15 de agosto de 1948, año en el que se jubiló a los 70 años. 
Su pensamiento supuso una visión novedosa sobre el lugar que debía ocupar la mujer en la sociedad. Defendió la idea de que las mujeres podían realizar la misma actividad intelectual que los hombres. Planteó la necesidad de la formación y educación de las niñas, sólo de esta manera lograrían salir del papel de sumisión y anonimato en que se encontraba la mujer.
El 14 de agosto de 1966, se publicó en el semanario Hoja del Lunes la noticia de su fallecimiento, en el que se destacaban sus cualidades como persona, pero en el que se omitía cualquier referencia a su trayectoria profesional como pegadoga y maestra republicana.

## Reconocimientos
El 23 de agosto de 1948, unos días después de su jubilación, las maestras de Cartagena le propusieron a la Inspectora provincial que se concediera a Maroto el Premio a la Mejor directora de la Provincia de Murcia. Finalmente, el 24 de abril de 1950, durante la clausura de la I Semana de Estudios Pedagógicos que se celebró en el Teatro Romea, el Ministro de Educación, José Ibáñez Martín le entregó dicho reconocimiento.
El Ayuntamiento de Murcia, en su Comisión Permanente de 21 de junio de 1952 acordó dar el nombre de "Maestra María Maroto" a una calle en el barrio de Vistalegre. En 1960, recibió el reconocimiento de la Mutualidad de Enseñanza Primaria «por su labor ininterrumpida, durante casi cincuenta años, dedicados con todo entusiasmo y con gran competencia pedagógica a su dignisima tarea». Unos años después, en 1968, Juan Barceló, director del CNP San Isidoro, reconoció la labor de Maroto en la prensa de la época. El Colegio Nacional de Prácticas de Murcia lleva también su nombre en reconocimiento a su labor: CEIP María Maroto.
El 8 de marzo de 2014, Maroto fue símbolo en Murcia del Día de la Mujer Trabajadora. Posteriormente, en el marco de la convocatoria de Reactivos Culturales 2021/22, el Museo de la Ciudad de Murcia creó el proyecto El Observatorio local: mujeres, territorio y memoria con el objetivo de reparar las memorias olvidadas del colectivo femenino, mediante la divulgación, conservación y recuperación de su contribución a la sociedad murciana, agrupadas en tres grupos: anónimas, nombradas y olvidadas. Maroto fue incluida en el grupo Nombradas.